# Geislar
Geislar ist ein Ortsteil und eine in sich abgeschlossene Siedlung des Bonner Stadtbezirks Beuel, rechts des Rheins und südlich der Sieg gelegen. Große Teile des Ortsteils werden vom Naturschutzgebiet Siegaue eingenommen.

## Geschichte
Geislar wurde erstmals 873 urkundlich als Geislare erwähnt. Der Ortsname ist keltisch-germanischen Ursprungs: Geis-lar – eine Ansiedlung (-lar = umhegter Bereich, Viehhürde), die auf sandig-leichtem Ackerboden (geis-) bzw. am Wasser, nämlich den Mündungsgewässern der Sieg (geiß-, goß-, gyssel- = Kolk, Strudel) gelegen ist.
Im Jahre 1139 wurde erstmals urkundlich ein Edelherrengeschlecht von Geislar erwähnt, das allerdings im 15. Jahrhundert ausstarb. Die Lage seiner Burg wurde nicht überliefert. Es scheint jedoch wahrscheinlich, dass aus diesem der Bergerhof hervorgegangen ist, der im Jahre 1506 erstmals als Eigentum des Nonnenklosters Merten an der Sieg erwähnt wurde. Ferner war Geislar  mit einem Bestand von lediglich 36 Häusern im Jahre 1670 in erster Linie durch große Höfe geprägt. Der Straßenverlauf und das Fehlen eines ausmachbaren Ortsmittelpunkts sowie einer Kirche aus dieser Zeit deuten darauf hin, dass Geislar im Vergleich zu den südlich gelegenen Bonner Stadtteilen Schwarzrheindorf und Vilich-Rheindorf in dieser Zeit ausgesprochen unbedeutend war und lediglich als landwirtschaftliche Siedlung angesehen werden muss.
Sehenswürdigkeiten sind der historisch zum Nachbarortsteil Schwarzrheindorf gehörende jüdische Friedhof aus dem 17. Jahrhundert am Hochwasserdamm und eine kleine Kapellenruine in der Siegaue nördlich von Geislar.

## Verkehr
Zwischen Geislar und Troisdorf-Bergheim verkehrt eine Gierseilfähre für Fußgänger und Radfahrer, die Siegfähre. Durch die werktags im 20-Minuten-Takt verkehrende Linie 640 und, ebenfalls im 20-Minuten-Takt fahrende, Linie 540 bestehen Direktverbindungen nach Bonn Hauptbahnhof über Beuel und über Sankt Augustin nach Siegburg (zum dortigen ICE-Bahnhof Siegburg/Bonn). Auch die Stadtbahnlinie 66 mit der Haltestelle Vilich ist gut zu erreichen.
Weiterhin besteht aufgrund der direkten Nähe zur A565 eine gute Verbindung zu den anderen Bonner Stadtteilen sowie nach Siegburg und Köln.